# Raul Tikk
Raul Tikk (* 5. April 1970 in Tartu) ist ein estnischer Badmintonspieler. 

## Karriere
Raul Tikk siegte 1992 erstmals bei den nationalen Titelkämpfen in Estland, wobei er im Herrendoppel mit Einar Veede erfolgreich war. Mit ihm gewann er bis 1996 vier weitere Titel. 1994 und 1996 war er auch im Mixed erfolgreich.

## Sportliche Erfolge
| Saison | Veranstaltung                  | Disziplin    | Platz | Name                     |
| ------ | ------------------------------ | ------------ | ----- | ------------------------ |
| 1992   | Estland: Einzelmeisterschaften | Herrendoppel | 1     | Einar Veede / Raul Tikk  |
| 1993   | Estland: Einzelmeisterschaften | Herrendoppel | 1     | Raul Tikk / Einar Veede  |
| 1994   | Estland: Einzelmeisterschaften | Mixed        | 1     | Raul Tikk / Anneli Parts |
| 1994   | Estland: Einzelmeisterschaften | Herrendoppel | 1     | Raul Tikk / Einar Veede  |
| 1995   | Estland: Einzelmeisterschaften | Mixed        | 1     | Raul Tikk / Anneli Parts |
| 1995   | Estland: Einzelmeisterschaften | Herrendoppel | 1     | Raul Tikk / Einar Veede  |
| 1996   | Estland: Einzelmeisterschaften | Herrendoppel | 1     | Raul Tikk / Einar Veede  |

## Referenzen
- http://www.spordiinfo.ee/esbl/biograafia/Raul_Tikk

| Personendaten    | Personendaten               |
| ---------------- | --------------------------- |
| NAME             | Tikk, Raul                  |
| KURZBESCHREIBUNG | estnischer Badmintonspieler |
| GEBURTSDATUM     | 5. April 1970               |
| GEBURTSORT       | Tartu                       |